# Hylocomium lagurus
Hylocomium lagurus là một loài Rêu trong họ Hylocomiaceae. Loài này được (Hook.) Kindb. mô tả khoa học đầu tiên năm 1885.